# Тугела
Туге́ла (африк. Tugela, зулу Thukela) — река в Южно-Африканской республике. Берёт начало в Драконовых горах. Река протекает в северо-восточной провинции ЮАР Квазулу-Натал. Её длина составляет 502 километра, площадь бассейна — 29 100 км².
Имеет ряд притоков (Бушман, Сундэ, Буффало). Впадает в Индийский океан. На реке находится водопад Тугела — высочайший водопад Африки и второй по высоте в мире (высота 933 м).
Являлась пограничной рекой между царством зулусов и поселениями белых фермеров.